# Valhalla

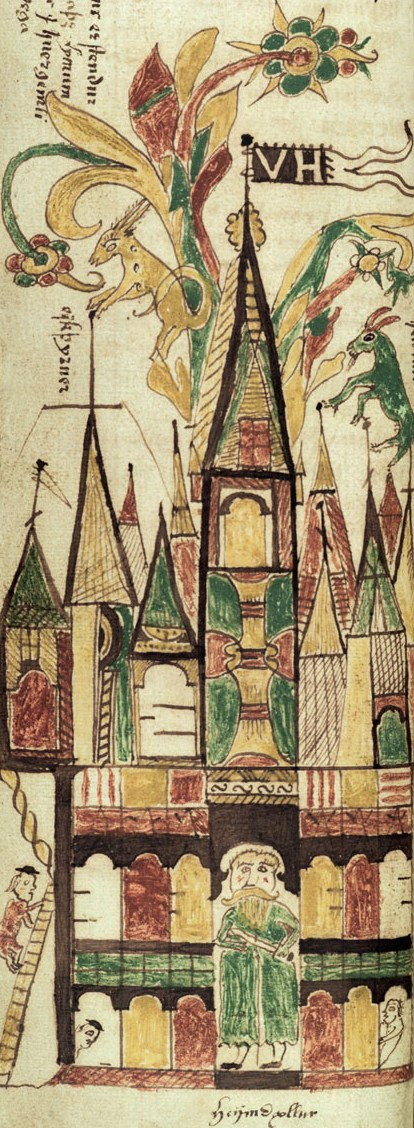
Heimdallr che presidia l'ingresso al Valhalla in questo manoscritto islandese del XVII secolo

Nella mitologia norrena, il Valhalla (in norreno Valhǫll, [ˈwɑlhɒlː]; lett. "Sala dei caduti") è una maestosa ed enorme sala situata ad Ásgarðr, il mondo divino governato da Odino, le cui colossali dimensioni sono descritte dalle 540 porte di accesso di cui è dotata, attraverso ciascuna delle quali possono transitare contemporaneamente 800 guerrieri. Quando un norreno moriva in battaglia poteva finire in due luoghi diversi: una meta veniva scelta personalmente da Odino, verso il quale si dirigeva venendo accompagnato nel Valhalla dalle valchirie (effettivamente l’espressione «essere ospiti nella Valhalla» equivale a «morire»), mentre l'altra metà andava invece nel Fólkvangr, un campo dominato dalla dea Freia. Una volta giunti nel Valhalla, i morti si riunivano insieme a Odino per prepararsi agli eventi del terribile Ragnarök. Nella sala era posto un albero dorato, il Glasir, e il soffitto della sala era ornato con scudi d'oro.
Il Valhalla viene citato nell'Edda poetica (raccolta di poemi) e in alcune righe di un poema sconosciuto del X secolo che commemorava la morte di Eric Bloodaxe. Inoltre il Valhalla ispirò molte opere d'arte ed è diventato un termine sinonimo di una sala marziale.

## Etimologia
Il termine anglicizzato e italianizzato "Valhalla" proviene dall'antico norreno Valhöll, un nome composto da due elementi: valr e höll. Valr in altre lingue germaniche (come l'inglese antico) indica il massacro, la carneficina, il campo di battaglia e il bagno di sangue. Mentre il secondo termine höll significa "luogo", "spazio", o "stanza" come nelle lingue germaniche odierne (cf. ing. hall). Letteralmente significa "luogo coperto, sala" secondo la radice proto-indoeuropea.
Calvert Watkinshave, un filologo e linguista statunitense, ritiene che il termine scandinavo fosse riflesso celeste speculare dell'aldilà ctonio, omonimo dell'entità femminile che lo sovrintende, Hell in inglese e Hölle in tedesco, che vogliono dire "inferno". In Svezia, alcune montagne venivano tradizionalmente considerate come dimore dei morti denominandole Valhall, inoltre si ritiene che höll possa derivare da hallr (roccia) e che quindi il termine in origine facesse riferimento ad un mondo sotterraneo e non ad una sala.

## Testimonianze

### Edda poetica
Nella "Edda poetica" il Valhalla viene citato in due poemi, Grímnismál, e Völsungakviða, mentre riceve minori riferimenti in una strofa del Völuspá, dove la morte del dio Baldr viene indicata come "il dolore del Valhalla", in altri poemi come 'Hyndluljóð, la dea Freia afferma di voler cavalcare nel Valhalla con Hyndla, nel tentativo di aiutare Óttar.

#### Grímnismál
Nelle strofe dalla 8 alla 10 di Grímnismál, Odino (nei panni di Grímnir) descrive il Valhalla, d'oro splendente, situato nel regno di Glaðsheimr. Là, ogni giorno Odino sceglie coloro che sono caduti in battaglia. Il tetto del salone poggia su lance, la sua copertura è costituita da scudi e le sue panche sono ricavate da corazze. Davanti alla sua porta d'occidente è appeso un lupo e un'aquila volteggia su di esso.
Nelle strofe dalla 22 alla 26, Odino rivela altri dettagli sul Valhalla: Valgrind è il nome del cancello posto davanti alle sue porte che sono cinquecentoquaranta e da ognuna delle quali possono transitare contemporaneamente ottocento Einherjar. Ciò accadrà quando gli Einherjar usciranno per affrontare il lupo Fenrir durante i Ragnarök. Nel Valhalla, la capra Heiðrún e il cervo Eikþyrnir brucano le fronde dell'albero Læraðr, che cresce nel salone. Heiðrún produce l'immancabile idromele mentre dalle corna di Eikþyrnir gocciola l'acqua che forma l'abissale fonte di Hvergelmir, da cui originano tutti i corsi d'acqua del cosmo.

#### Völsungakviða
Nella strofa 38 del poema Völsungakviða, l'eroe Helgi Hundingsbane muore e condurrà un viaggio nel Valhalla.
La prose segue dopo questa strofa, affermando che un tumulo funebre è stato dedicato per Helgi per il suo arrivo nel Valhalla, Odino chiese a Helgi di occuparsi di alcune faccende. Nella strofa 39, Helgi si mise a occuparsi di compiti umili, alcuni esempi sono: accendere il fuoco, legare i cani, tenere d'occhio i cavalli e dare da mangiare ai maiali prima che possa mettersi a dormire. Nelle strofe 40 fino alla 42, Helgi ritorna a Miðgarðr dal Valhalla con una schiera di uomini. Una giovane domestica senza nome al servizio di Sigrùn, la moglie valchiria di Helgi, vide Helgi e la sua numerosa banda cavalcare nel tumulo.

## Influenza moderna

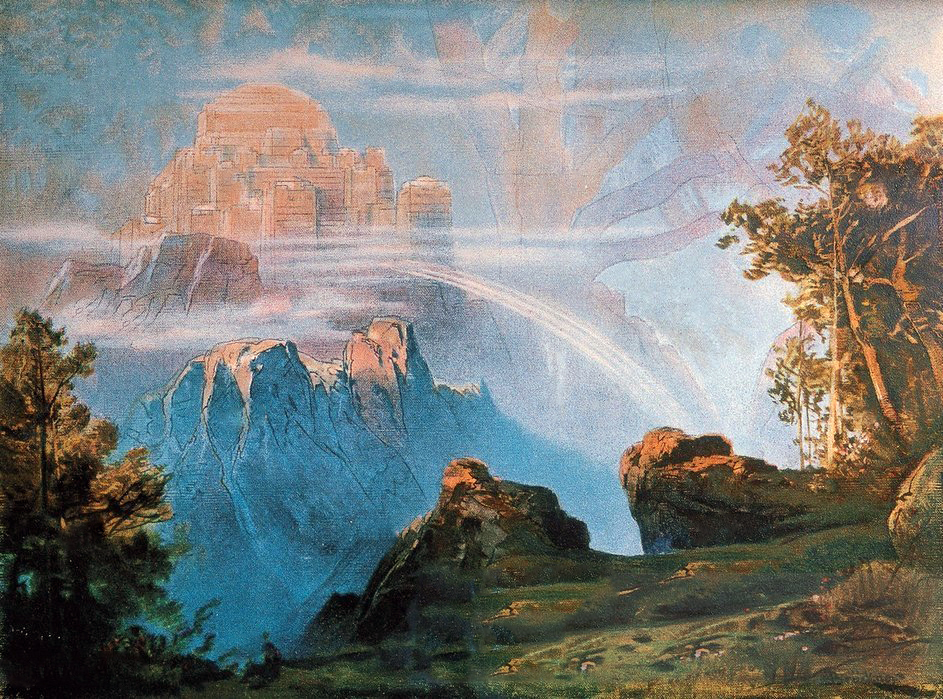
Valhalla (1896) di Max Brückner

Il concetto del Valhalla continua ad avere influenza nella cultura moderna. Alcuni esempi includono il Tempio di Walhalla costruito da Leo von Klenze per conto di Ludovico I di Baviera attorno al 1830-1847 in Germania. Mentre in Inghilterra, abbiamo un museo costruito da August Smith intorno al 1830 per ospitare le polene delle navi che si sono arenate sulle Isole Scilly.
Alcune citazioni del Valhalla appaiono nella letteratura e nell'arte. Alcuni esempi includono:
- la raffigurazione del Valhalla di Richard Wagner nel suo ciclo operistico Der Ring des Nibelungen (1848-1874);
- la rivista germanica neo-gotica Walhalla di Monaco (1905-1913);
- la serie comica Valhalla (1978-2009) di Peter Madsen e il suo successivo film d'animazione con lo stesso nome (1986);
- Valhalla, una delle principali attrazioni della Blackpool Pleasure Beach in Inghilterra e tra le più grandi dark ride al mondo;
- il concetto originario del Valhalla viene ripreso nel film Mad Max: Fury Road, dove rappresenta il paradiso ultraterreno riservato ai Figli di Guerra, i servitori dell'antagonista principale Immortan Joe;
- il Valhalla è anche il tema principale della canzone Defenders of Valhalla pubblicata nel 2017 dai Brothers of Metal nell'album Prophecy of Ragnarök;
- Halls of Valhalla è la traccia numero tre del diciassettesimo album dei Judas Priest, Redeemer of Souls, pubblicato il 15 luglio del 2014;
- Assassin's Creed: Valhalla è il titolo di un capitolo dell'omonima saga prodotto da Ubisoft, pubblicato il 10 novembre 2020;
- il film Valhalla - al fianco degli dei con Roland Møller, del 2019, narra la storia di due vichinghi che combattono accanto agli dei norreni per salvare il Valhalla.
- A questo luogo mitologico è stato dedicato un cratere di Callisto, una delle quattro lune medicee di Giove
- La serie di libri Magnus Chase e gli Dei di Asgard, scritta da Rick Riordan, che parla delle avventure di un ragazzo della mitologia norrena che muore e arriva nel Valhalla.